# Глучін
Глучін (чеськ. Hlučín, пол. Hulczyn), раніше Гултчін (нім. Hultschin) — місто в Мораво-Сілезькому краї Чехії, в 10 км від Острави. Глучін — центр Глучінської області, яка була частиною Німеччини до 1920 року.
Перша письмова згадка про місто Глучін датована 1303 роком. У 1742 році за підсумками Першої Сілезьської війни відійшло від  Габсбурзької Австрії до Пруссії. До 1920 року перебувало у складі прусської провінції
Сілезія, потім увійшла до складу
Чехословаччини. Після Мюнхенської угоди 1938 року приєднана до НІмеччини, в 1945 році повернено до Чехословаччни.
У Глучіні знаходиться найбільше поховань радянських воїнів на території Чехії, де в братських могилах покоїться прах 3895 червоноармійців, які загинули під час Німецько-радянської війни.
Населення - 14 042 осіб (дані на 2014 року). 